# Чёрный бизнес (фильм, 1998)
«Чёрный бизнес» (англ. Caught Up) — драматический боевик Дэрина Скотта.

## Сюжет
Дэрилу (Боким Вудбайн) не везло с самого рождения. Едва выйдя из тюрьмы, он случайно ухитрился оказаться замешанным в ограблении банка, и при этом ему не повезло настолько, что вдобавок его ещё и поймали, отправив на пять лет в тюрьму. Но и после этого, второго уже срока, жизнь и не собирается налаживаться. Встретив загадочную красавицу Ванессу (Синда Уильямс), Дэрил не хочет смотреть на вещи так, как они того заслуживают, закрывая глаза на очевидные тёмные делишки, которые та крутит вместе со своим другом Билли. Ванесса, как выясняется, украла у своего бывшего парня бриллиантов на двадцать миллионов долларов, и к тому же очевидно пытается свалить всю ответственность на Дэрила.

## Саундтрек
1. «Interlude Intro» — :13
2. «Ride One/Caught Up» — 4:42 (Snoop Dogg и Kurupt)
3. «Work» — 2:55 (Gang Starr)
4. «U Should Know Me» — 4:46 (Joe)
5. «You Don’t Want None» — 5:06 (Mack 10 и Road Dawgs)
6. «Interlude: Club Scene» — :25
7. «All in the Club» — 4:36 (Do or Die при участии Danny Boy и Johnny P)
8. «Ordinary Guy» — 5:00 (Lost Boyz)
9. «My Buddy» — 4:18 (Luniz при участии Tha Dogg Pound)
10. «Cross My Heart» — 3:44 (Killah Priest при участии Inspectah Deck и GZA)
11. «Ey-Yo!» — 3:51 (KRS-One, Mad Lion и Shaggy)
12. «Rock Me» — 3:25 (AZ при участии Jermaine Dupri)
13. «R.U. Down» — 4:12 (Somethin' For the People)
14. «I Like» — 4:12 (Shiro при участии MC Lyte)
15. «Interlude: Girl» — :33
16. «Girl» — 4:59 (Luniz при участии Crooked I)
17. «Made Man» — 4:43 (O)

## Кассовые сборы
Фильм открылся в 713 кинотеатрах 27 февраля 1998 года. В этот уик-энд фильм смог собрать $ 2 222 631, заняв 10 место в кассе для выходных. В следующие выходные, в момент открытия в девяти других кинотеатрах, фильм смог забаботать всего лишь 1 024 103 долларов, опустившись до шестнадцати в рядах. К концу своего театрального релиза фильм приобрел в общей сложности 6 754 958 долларов США.